# Endiandra latifolia
Endiandra latifolia är en lagerväxtart som beskrevs av André Joseph Guillaume Henri Kostermans. Endiandra latifolia ingår i släktet Endiandra och familjen lagerväxter. Inga underarter finns listade i Catalogue of Life.